# Il monaco di Monza
Il monaco di Monza è una commedia del 1963, diretta da Sergio Corbucci. Il film riprende in maniera scherzosa gli avvenimenti narrati da Alessandro Manzoni ne I promessi sposi circa la figura della "Monaca di Monza".

## Trama
Monza, 1630, epoca del dominio spagnolo. Pasquale Cicciacalda, umile calzolaio originario di Casoria e vedovo della levatrice Provvidenza, non riesce a mantenere i propri dodici figli (sei coppie di gemelli) e pertanto escogita un furbo stratagemma: traveste se stesso e i figli da monaci e vaga con loro come frate cercatore alla ricerca di cibo e carità. Sulla strada incontrano Mamozio, un povero pastore che pascola solo il proprio cane (dal momento che le dieci pecore che aveva le ha mangiate una dopo l'altra) e che chiede di potersi unire al gruppo. Insieme giungono al castello del perfido marchese Egidio de Lattanzis che tiene prigioniera la cognata Fiorenza nella speranza che essa voglia sposarlo dal momento che suo fratello ha da poco tempo trovato la morte in battaglia: ella è però innamorata del capitano spagnolo Don Manuel (identico a Pasquale) e aspetta da lui un figlio, fatto che il Marchese sospetta e con il quale la ricatta. Incaricato di celebrare il matrimonio Pasquale sa che ciò non è valido in quanto egli non è un vero religioso. Dopo una serie di peripezie che vedono il tentativo fallito da parte di Pasquale di avvelenare il Marchese e la conseguente vendetta, i protagonisti vengono salvati dal provvidenziale intervento di suor Virginia, sorella di Don Manuel, e delle sue consorelle le quali erano state nel passato sedotte dal Marchese e costrette poi a prendere i voti.

## Produzione
Il set principale del film è il castello vicino a Monza nel quale il marchese Egidio De Lattanzis (Taranto) tiene rinchiusa la cognata Fiorenza (Gastoni) e presso il quale si presentano fra Pasquale (Totò) e Mamozio (Macario): in realtà è il castello di Torcrescenza, situato in via di Tor Crescenza 1 a Roma, utilizzato alcuni decenni più tardi per alcune riprese del film 2061 - Un anno eccezionale (2007).
Il monastero della monaca di Monza, è in realtà il Casal de' Pazzi, situato in via Giovanni Zanardini a Roma; nello stesso edificio Totò girerà diverse scene del film Le belle famiglie (1964).